# Polyplax dolichura
Polyplax dolichura är en insektsart som beskrevs av Johnson 1962. Polyplax dolichura ingår i släktet Polyplax och familjen ledlöss. Inga underarter finns listade i Catalogue of Life.